# Just One Last Time
Singles de David Guetta
Rest of My Life
(2012) Play Hard
(2013)
Just One Last Time est une chanson de David Guetta interprétée par Taped Rai. Dernier single extrait de la réédition de l'album studio Nothing But the Beat 2.0 sort le 15 novembre 2012 sous le label Virgin Records. La chanson est écrite par David Guetta, Giorgio Tuinfort, Tom Liljegren et par Alexander Ryberg.

## Liste des pistes
- Téléchargement digital — Remixes[1]

1. Just One Last Time (Extended) – 5:41
2. Just One Last Time (Tiësto remix) – 7:06
3. Just One Last Time (Hard Rock Sofa remix) – 6:57
4. Just One Last Time (Deniz Koyu remix) – 6:41

- Téléchargement digital — Remixes 2

1. Just One Last Time (Extended) – 5:41
2. Just One Last Time (Hard Rock Sofa Big Room mix) – 6:41
3. Just One Last Time (Tiësto remix) – 7:06
4. Just One Last Time (Hard Rock Sofa remix) – 6:57
5. Just One Last Time (Deniz Koyu remix) – 6:41

## Classement hebdomadaire
| Classement (2012-2013)                  | Meilleure position |
| --------------------------------------- | ------------------ |
| Allemagne (Media Control AG)            | 45                 |
| Autriche (Ö3 Austria Top 40)            | 31                 |
| Belgique (Flandre Ultratop 50 Singles)  | 41                 |
| Belgique (Wallonie Ultratop 50 Singles) | 18                 |
| Écosse (OCC)                            | 16                 |
| Espagne (PROMUSICAE)                    | 25                 |
| France (SNEP)                           | 14                 |
| France (Club 40)                        | 9                  |
| Hongrie (Dance Top 40)                  | 33                 |
| Hongrie (Rádiós Top 40)                 | 34                 |
| Irlande (IRMA)                          | 16                 |
| Nouvelle-Zélande (RMNZ)                 | 24                 |
| Pays-Bas (Single Top 100)               | 100                |
| Pologne (Dance Top 50)                  | 12                 |
| Tchéquie (IFPI Rádio)                   | 37                 |
| Royaume-Uni (UK Dance Chart)            | 7                  |
| Royaume-Uni (UK Singles Chart)          | 20                 |
| Suisse (Schweizer Hitparade)            | 44                 |

## Historique de sortie
| Région      | Date             | Format                 | Label        |
| ----------- | ---------------- | ---------------------- | ------------ |
| Monde       | 25 novembre 2012 | Téléchargement digital | What A Music |
| Australie   | 25 novembre 2012 | Téléchargement digital | Virgin       |
| Royaume-Uni | 31 décembre 2012 | Téléchargement digital | Virgin       |